# ارتقاء (بلاغة)
الارتقاء أو الذروة في اصطلاح البلغاء هو البدء بالوصف ثم الارتقاء إلى الأعلى.